# Bitwa pod Chrobrzem
Bitwa pod Chrobrzem – bitwa stoczona 17 marca 1863 roku podczas powstania styczniowego.
Oddziały polskie pod wodzą dyktatora powstania gen. Mariana Langiewicza w sile 3000 ludzi, przyparte wcześniej do granicy zaboru austriackiego, odrzuciły rosyjski oddział płk. Ksawerego Czengierego, torując sobie drogę na Kielce.
Maszerujący do Miechowa Langiewicz zatrzymał się w Chrobrzu, gdzie zaskoczyła go wiadomość o maszerującej doliną Nidy od strony Pińczowa grupie rosyjskich wojsk (4 roty, pół szwadronu, 40 kozaków). Osłonił się przed nią oddziałem żuawów Rochebrune'a, a sam ruszył na Zagość. Nagle na lewym brzegu Nidy pojawiła się druga grupa wojsk rosyjskich (4 roty, 2 szwadrony, 100 kozaków i 2 działa), która uderzyła na tabory wojsk polskich. Langiewicz skierował przeciw nim piechotę Czachowskiego. W tym czasie Rochebrune spalił most na Nidzie i dołączył do reszty sił Langiewicza. Całość sił polskich wycofywała się, a odwrót osłaniał Czachowski, który nocą oderwał się od Rosjan. W bitwie Rosjanie stracili 300 zabitych i rannych, 2 działa oraz 500 karabinów. Polacy natomiast stracili 300 ludzi łącznie w bitwie pod Chrobrzem i w pod Grochowiskami.

## Literatura
- Mała Encyklopedia Wojskowa, 1967, Wydanie I